# تأويلات الشك
تأويلات الشك (بالإنجليزية: Hermeneutics of suspicion) هو أسلوب من التفسير الأدبي حيث تقرأ النصوص بشك من أجل كشف معانيها المكبوتة أو الخفية المزعومة.
هذا النمط من التفسير ابتكره بول ريكور واستلهمه من تفسيره لأعمال ما أسماه «سادة الشك» وهم كارل ماركس، وسيغموند فرويد، وفريدريك نيتشه. مصطلح ريكور «مدرسة الشك» (بالفرنسية: école du soupçon) يشير إلى ارتباط نظريته بكتابات الثلاثة الذين لم يستخدموا هذا المصطلح أبدًا. تُعرّف هذه المدرسة من خلال الاعتقاد بأن المظاهر المباشرة للنصوص خادعة وأن المحتوى الصريح يخفي معاني أو آثار أعمق.
صِيغت هذه المدرسة في فرويد والفلسفة [الإنجليزية] (1965) من قبل بول ريكور الذي آمن بأن ماركس وفرويد ونيتشه يتشاركون في رؤيتهم للوعي على أنه زائف.

## ملخص
ربما يقدم هانز جورج جادامر في كتابه الذي صدر عام 1960 بعنوان الحقيقة والطريقة (بالألمانية: Wahrheit und Methode) المسح الأكثر منهجية للتأويل في القرن العشرين. يشير عنوان العمل إلى حواره بين ادعاءات «الحقيقة» من جهة وسيرورات «الطريقة» من جهة أخرى؛ باختصار تأويلات الإيمان وتأويلات الشك. يقترح جادامر أنه في النهاية يجب على المرء أن يقرر بين أحدهما والآخر عند القراءة.:106–107
كتب روثلين جاسليسون [الإنجليزية] «يميز ريكور بين شكلين من أشكال التأويل: تأويل الإيمان الذي يهدف إلى إعادة المعنى إلى النص وتأويل الشك الذي يحاول فك تشفير المعاني المقنعة»
وفقاً للمنظرة الأدبية ريتا فيلسكي [الإنجليزية] فإن تأويل الشك هو «أسلوب حديث مميز للتفسير يتحايل على المعاني الواضحة من أجل استخلاص حقائق أقل وضوحاً وأقل إرضاءً». كتبلت فيلكسي:
«يشترك ماركس وفرويد ونيتشه في الالتزام بكشف "أكاذيب وأوهام الوعي". إنهم مهندسو أسلوب حديث مميز للتفسير يتحايل على المعاني الواضحة أو البديهية من أجل استخلاص حقائق أقل وضوحًا وأقل إرضاءً، لقد حافظ مصطلح ريكور على حياة نشطة بعد ذلك داخل الدراسات الدينية، وكذلك في الفلسفة والتاريخ الفكري والمجالات ذات الصلة.»
تُشير فيلسكي أيضًا إلى أن «تأويلات الشك» هو الاسم الذي يُمنح عادةً لأسلوب [أ] لقراءة النصوص عكس الاتجاه العام ليرى ما بين السطور ويكشف تناقضاتها، وجعل القُراء يحتطون بما لا يعرفونه ولا يستطيعون رؤيته، وبهذا المعنى يمكن اعتبار المفهوم مرتبطاً بنقد الأيديولوجيا. اعتمدت فيلسكي على نظرية ريكور في تحديد نظريتها المؤثرة في ما بعد النقد.